# Audiovox Manufacturing Company
Audiovox Manufacturing Company was een Amerikaans bedrijf dat bestond tot in de jaren vijftig en dat bekend stond om de productie van muziekinstrumenten, met name gitaren en versterkers.
Het werd in Seattle opgericht door Paul Tutmarc, een pionier op het gebied van muziekinstrumenten en elektronica. Hij wordt beschouwd als een van de eerste makers van elektrische gitaren. Audiovox was in de jaren dertig het eerste dat een elektrische basgitaar maakte, de Audiovox Model 736 Bass Fiddle Een van de meest opvallende creaties van Audiovox was de Audiovox-gitaar. Deze gitaar was uniek vanwege zijn driehoekige bodyvorm en de ingebouwde pickup. De Audiovox-gitaar was een vroege poging om elektrische versterking rechtstreeks in de gitaar zelf te integreren. Het instrument kreeg al snel bekendheid en werd gewaardeerd vanwege zijn onderscheidende geluid en esthetiek.
Naast gitaren produceerde Audiovox ook versterkers en andere muziekinstrumenten, zoals lap steelgitaren. Audiovox stond bekend om zijn kwaliteitsproducten en innovatieve ontwerpen die inspeelden op de groeiende vraag naar elektrische instrumenten in de muziekwereld.
Hoewel Audiovox tijdens zijn bestaan niet de omvang en bekendheid van sommige andere gitaarbouwers heeft bereikt, heeft het bedrijf een blijvende impact gehad op de muziekindustrie. De innovatieve ontwerpen en technologieën die door Audiovox werden geïntroduceerd, legden de basis voor verdere ontwikkelingen in de elektrische gitaarproductie. Het heeft een blijvende impact gehad op de muziekwereld. De creaties van het bedrijf blijven gewild vanwege hun zeldzaamheid, historische waarde en innovatieve ontwerpen die hebben bijgedragen aan de evolutie van de moderne muziek.